# Ryder Matos
Ryder Matos Santos Pinto (* 27. Februar 1993 in Seabra, Bahia) ist ein brasilianischer Fußballspieler.

## Leben
Matos spielte ab 2005 in den Jugendmannschaften des EC Vitória aus Salvador, wo er 2008 vom Sportdirektor des AC Florenz entdeckt wurde. Ab 2009 spielte er bei den Jugendmannschaften des AC Florenz. Ab 2012 spielte er für Florenz in der Serie A, wurde aber in der Saison 2012/13 an den EC Bahia verliehen. Im Juni 2013 kam er zum AC Florenz zurück und spielte erstmals am 19. September für den Verein. Er wurde im Spiel der UEFA Europa League gegen den FC Paços de Ferreira in der 66. Minute eingewechselt.
In der folgenden Saison 2014/15 wurde er an den FC Córdoba verliehen. Im Jahr 2015 stand er kurz im Aufgebot von Palmeiras São Paulo, spielte hier aber nicht. In der Saison 2015/16 war er von Florenz an FC Carpi ausgeliehen, wo er in 15 Spielen 2 Tore schoss.
Im Sommer 2016 verkaufte der AC Florenz Matos an Udinese Calcio, wo Matos bisher 35 Spiele absolvierte. In der Saison 2018/19 verlieh sein Verein ihn an Hellas Verona, wo er in 38 Spielen 3 Tore erzielen konnte. In der Saison 2019/20 spielte er für den FC Luzern, seit 2020 ist er an den italienischen Zweitligaclub FC Empoli ausgeliehen.

## Nationalmannschaft
Im Jahr 2014 stand Matos im Aufgebot der brasilianischen U23, für die er drei Spiele absolvierte und ein Tor schoss.